# Alexei Strasser
Alexei Strasser (früher Alexei Prawdzic, * 29. Juli 1987 in Zürich) ist ein Schweizer Volleyball- und Beachvolleyballspieler.

## Karriere Beachvolleyball
Strasser war während den Jahren 2005 bis 2008 Spieler der Schweizer Junioren-Nationalmannschaft. 2007 nahm er mit Constantin Quadt an der Junioren-Weltmeisterschaft in Modena teil und erreichte den 25. Platz. Im folgenden Jahr spielten sie in Marseille ihr erstes Open-Turnier der FIVB World Tour. 2009 bildete Strasser ein Elite-Nationalteam mit Jonas Weingart. Als bestes Ergebnis schafften Prawdzic/Weingart einen zweiten Rang beim Satellite-Turnier in Vaduz. Bei den fünf gemeinsamen Open-Turnieren kamen sie jedoch nicht über den 41. Platz hinaus. In den folgenden Jahren spielte Strasser nur vereinzelte Turniere. 2013 kehrte er zurück und bildete ein neues Duo mit Mirco Gerson, das auf der Schweizer Tour die Turniere in Zürich und Genf, Rorschach und schliesslich den Schweizer Meistertitel gewann. Strasser spielte seine ersten beiden Grand Slams allerdings mit Sébastien Chevallier, an welchen er gleich seine erste Top-10-Klassierung erreichte. In Gstaad und bei den Anapa Open traten Prawdzic/Gerson dann gemeinsam an. Bei der Europameisterschaft in Klagenfurt kamen sie nach zwei Siegen in der Vorrunde als Gruppenzweiter in die nächste Runde. Die erste KO-Runde überstanden sie kampflos, bevor sie im Achtelfinal gegen die späteren Bronzemedaillen-Gewinner Fijałek/Prudel ausschieden und den neunten Schlussrang belegten. Nach dem Gewinn des Schweizer Meistertitels trennte sich Strasser von Gerson und bildete mit Sébastien Chevallier ein neues Duo. Im April 2014 nahm er den Nachnamen seines Vaters (Strasser) an. Nach der gemeinsamen Saison mit Sébastien Chevallier, in welcher Strasser einen neunten Rang am FIVB Super Grand Slam in Den Haag erreichten und Vize-Schweizermeister wurden, spielte Strasser ab 2015 mit Nico Beeler. Beim FIVB Open in Luzern belegten Beeler/Strasser als Turniernummer 28 sogleich den vierten Platz und Strasser wurde mit dem Most-Valuable-Player-Award ausgezeichnet. Auf der Schweizer Tour holte sich Strasser mit dem Sieg in Rorschach seinen insgesamt zehnten Turniersieg auf der Coop Beachtour. 2016 startete das Duo mit einem neunten Rang am FIVB Grand Slam in Rio de Janeiro, an welchem sie wie bereits am FIVB Grand Slam in Olsztyn im August 2015 im Auftaktspiel gegen die Weltnummer Zwei Evandro/Pedro aus Brasilien gewinnen konnten. Beim FIVB Major in Gstaad gelang dem Schweizer Nationalteam vor heimischem Publikum erneut der Vorstoss in die Top 10. Eben genannte Brasilianer Evandro/Pedro waren es, die Beeler/Strasser im Achtelfinal stoppen und sich später gar als Turniersieger feiern konnten. In Vaduz traten Beeler/Strasser zu ihrem letzten gemeinsamen Turnier auf europäischer Bühne an und holten sich den Turniersieg. Kurz darauf beendete Alexei Strasser im September 2016 seine professionelle Sportkarriere auf Position eins der nationalen Rangliste und Position 36 der Weltrangliste. Als Grund seien insbesondere berufliche Ambitionen ausschlaggebend gewesen. Am 14. September 2016 gab Alexei Strasser seinen Rücktritt vom Hochleistungssport und der internationalen Bühne bekannt. Ein Jahr darauf wurde Strasser im September 2017 an der Seite von Sébastien Chevallier überraschend zum zweiten Mal Schweizermeister.

## Karriere Hallen-Volleyball
Strasser begann 2004 mit dem Volleyball in der Halle und gewann 2007 mit Seat Näfels das nationale Triple aus Meisterschaft, Cup und Supercup.

## Privates
Strasser studierte in St. Gallen Wirtschaftswissenschaft und schränkte deswegen seine sportlichen Aktivitäten vorübergehend ein.